# Arrondissement La Trinité
La Trinité is een arrondissement van het Franse overzees departement Martinique. De onderprefectuur is La Trinité.

## Gemeenten
Het arrondissement is samengesteld uit de volgende gemeenten:
- L'Ajoupa-Bouillon
- Basse-Pointe
- Grand'Rivière
- Le Gros-Morne
- Le Lorrain
- Macouba
- Le Marigot
- Le Robert
- Sainte-Marie
- La Trinité